# École nationale supérieure du pétrole et des moteurs

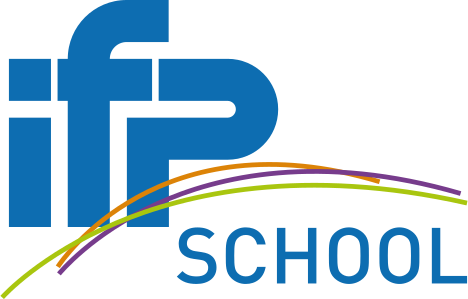
IFP School

École nationale supérieure du pétrole et des moteurs (ENSPM, IFP School) är en fransk grande école som utexaminerar diplomingenjörer i norra Frankrike (Rueil-Malmaison), och som är medlem av Conférence des grandes écoles.
Skolan erbjuder magister- och doktorandkurser för unga ingenjörer samt specialister inom energi och transport.
Skolan utbildar ingenjörer inom fyra områden:
- Motorer och hållbar rörlighet
- Energibesparing och energihantering
- Energiprocesser och kemiska processer
- Georesources and Energy